# 2009 en Mauritanie
Cet article présente la liste des événements marquants de l'année 2009 en Mauritanie.
2007 en Mauritanie - 2008 en Mauritanie - 2009 en Mauritanie - 2010 en Mauritanie - 2011 en Mauritanie
 2007 par pays en Afrique - 2008 par pays en Afrique - 2009 par pays en Afrique - 2010 par pays en Afrique] - 2011 par pays en Afrique -

## Liste des événements marquants

### Janvier 2009
- Dimanche 4 janvier 2009 : Une manifestation de soutien aux Palestiniens de la bande de Gaza dégénère en de violents affrontements entre des groupes d'étudiants de l'université de Nouakchott et de « jeunes » contre les forces de l'ordre, lorsque les manifestants ont voulu marcher contre l'ambassade d'Israël. La Mauritanie est un des trois pays membres de la Ligue arabe, avec la Jordanie et l'Égypte, à entretenir depuis 1999 des relations diplomatiques avec Israël. Ce qui suscite une polémique récurrente dans le pays.

- Lundi 5 janvier 2009 : Le Front national pour la défense de la démocratie (FNDD, opposé au putsch) estime que la junte au pouvoir veut « faire élire un de ses membres ou une marionnette qui sera à sa solde » ou une personnalité qui lui sera soumise lors de la prochaine élection présidentielle.

- Vendredi 23 janvier 2009 : L'élection présidentielle est annoncée pour le 6 juin prochain.

### Février 2009
- Jeudi 12 février 2009 : Une délégation libyenne de 11 membres, conduite par le secrétaire exécutif du forum des organisations arabes et africaines, est en Mauritanie pour tenter « une médiation » dans la crise politique qui dure depuis plus de six mois et pour rencontrer le chef de la junte au pouvoir, Mohamed Ould Abdel Aziz puis le président déchu Sidi Mohamed Ould Cheikh Abdallahi.

### Mars 2009
- Mercredi 4 mars 2009 : Le Parlement condamne le lancement par la Cour pénale internationale (CPI) d'un mandat d'arrêt contre le président soudanais Omar el-Bechir pour « crime contre l"humanité au Darfour » : « Nous exprimons notre solidarité avec le président et le peuple soudanais face à cette injustice et demandons aux parlements dans le monde de faire bloc contre cette décision et d'œuvrer à son annulation, sur le plan pratique et politique ». Les parlementaires accusent les États-Unis d'utiliser la CPI comme « un simple outil politique contre les Arabes et Africains », avec « deux poids et deux mesures », rejettent « l'idée même de faire cas des crimes contre l'humanité et des crimes de guerre commis par Israël à Gaza et au Liban ainsi que par Washington en Irak et en Afghanistan » et affirmant que la Cour a ainsi « prouvé combien cette juridiction a été politisée à outrance et combien elle a perdu son indépendance et sa crédibilité ».

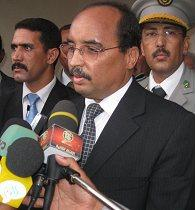
Mohamed Ould Abdel Aziz
(mars 2009)

- Lundi 9 mars 2009 : Mouammar Kadhafi, dirigeant de la Libye et président de l'Union africaine est en visite officielle en Mauritanie durant laquelle il conduira, selon le communiqué officiel, une initiative pour une sortie de crise après le putsch du 6 août 2008. Il est accueilli à l'aéroport par le chef de la junte, le général Mohamed Ould Abdel Aziz, entouré des membres de son régime.

- Mercredi 11 mars 2009 : En visite à Nouakchott, le président de l'Union africaine, le Libyen Mouammar Kadhafi affirme que le dossier des sanctions contre la Mauritanie est « clos » car les putschistes sont « déterminés » à organiser une élection présidentielle le 6 juin prochain.

- Mardi 24 mars 2009 : Le Conseil de paix et de sécurité de l'Union africaine annonce qu'elle sanctionnerait désormais nommément les « gens au pouvoir, civils et militaires » impliqués dans le « renversement du régime ». Une liste nominative doit être établie d'ici la fin avril.

### Avril 2009
- Lundi 6 avril 2009 : L'Union européenne décide la suspension de sa coopération avec la Mauritanie pour deux ans en raison du coup d'État d'août 2008. Selon l'UE, « les représentants de la junte militaire au pouvoir n'ont pas présenté de propositions, ni d'engagements satisfaisants » lors des consultations avec la junte qui se sont tenues en octobre 2008 pour tenter de la convaincre de revenir à l'ordre constitutionnel. L'UE a décidé de clore les négociations et de placer la Mauritanie sous surveillance pendant deux ans. Pendant cette période, toutes les aides, gelées préventivement juste après le coup d'État, sont officiellement suspendues, excepté l'aide humanitaire et l'appui direct à la population. L'UE souhaite une « sortie de crise consensuelle » et la mise en place d'un cadre électoral « permettant la tenue d'élections présidentielles libres, transparentes et représentatives, organisées par des institutions crédibles, sous l'égide d'un gouvernement neutre » afin d'aboutir à un « retour complet à l'ordre constitutionnel », c'est-à-dire l'arrivée au pouvoir d'un « chef d'État légitime » et le respect de la constitution en vigueur, « ceci permettra notamment la mise en œuvre de l'intégralité » du Fonds européen pour le développement prévu soit 156 millions d'euros pour la période 2008-2013.

- Mercredi 8 avril 2009 : Le général Mohamed Ould Abdel Aziz, chef de la junte au pouvoir depuis huit mois, annonce qu'il démissionnerait de l'armée et de la présidence du Haut conseil d'État « avant le 22 avril », soit 45 jours avant le scrutin, en vue d'une probable candidature à l'élection présidentielle du 6 juin : « Il n'y aura pas de report des élections du 6 juin. 90 % des Mauritaniens veulent ces élections, c'est le choix du peuple ».

- Dimanche 12 avril 2009 : Le général Mohamed Ould Abdel Aziz, chef de la junte, annonce qu'il démissionnerait « d'ici la fin de la semaine » pour se « porter candidat à l'élection présidentielle » du 6 juin. Plusieurs partis ont déjà annoncé qu'ils boycotteraient le futur scrutin qui ne fera qu'entériner, selon eux, le coup d'État. Ils accusent le général d'avoir verrouillé l'issue de la compétition et de mener campagne depuis des mois, au frais de l'État, à travers le pays.

- Jeudi 16 avril 2009 :
  - Le général Mohamed Ould Abdel Aziz, chef de la junte, qui a mené le putsch du 6 août 2008 qui avait renversé le régime de Sidi Ould Cheikh Abdallahi, premier président démocratiquement élu en 2007, annonce sa démission de ses fonctions de président du Haut conseil d'État, pour se porter candidat à l'élection présidentielle anticipée du 6 juin. Il assure être animé par une « volonté sincère d'édifier une nouvelle Mauritanie basée sur la justice, l'égalité et la liberté »[1].
  - À la suite de la démission du général Mohamed Ould Abdel Aziz, l'intérim est assuré par le président du Sénat, Ba Mamadou (dit Mbaré) qui est installé comme « président intérimaire » par le Conseil constitutionnel.
  - Selon le porte-parole du Front national pour la défense de la démocratie, Mohamed Ould Moloud : « Après la démission du putschiste président, nous n'avons ni un régime militaire responsable ni un régime constitutionnel qui réponde de ses actes […] Nous sommes en face d'un bricolage qui s'accompagne d'incertitudes et de menaces graves pour l'avenir de la Mauritanie ».
  - Le Quotidien de Nouakchott souligne « l'échec de toutes les pressions extérieures et de toutes les médiations pour amener le général à modifier son calendrier [électoral …] l'ex-général n'aura pas, compte tenu de la très moyenne envergure de ses concurrents, de mal à passer le cap des urnes [… mais] même élu, il restera toujours aux yeux de beaucoup, celui qui a mis fin à un régime démocratiquement élu ».

### Mai 2009
- Jeudi 7 mai 2009 : Visite officielle de médiation de quatre jours du ministre sénégalais des Affaires étrangères, Cheikh Tidiane Gadio, menée avec l'accord de l'Union africaine. Le ministre « travaille sur un report » de la présidentielle pour offrir les conditions d'une participation de l'opposition qui a prévu de boycotter ce scrutin.

- Dimanche 10 mai 2009 : Deux manifestations réunissant plusieurs milliers de femmes pro et anti-putsch (Front national pour la défense de la démocratie) ont été simultanément organisées à Nouakchott, exprimant sans violence leur accord ou opposition à la présidentielle du 6 juin prévue en Mauritanie[2]..

- Samedi 30 mai 2009 : Le groupe de contact international sur la Mauritanie a passé toute la nuit de vendredi à samedi à discuter avec les différentes parties mauritaniennes dans un hôtel de Dakar, pour « avancer vers un accord », une semaine avant la présidentielle controversée. Selon le ministre sénégalais des Affaires étrangères, Cheikh Tidiane Gadio : « S'il y avait 10 obstacles, on a dépassé les sept ou huit. On progresse ».

### Juin 2009
- Lundi 1er juin 2009 : L'élection présidentielle, boycottée par l'opposition, est reportée au 18 juillet pour permettre la participation de toutes les forces politiques et mettre un terme à la crise née du coup d'État du 6 août.

- Jeudi 4 juin 2009 : Dans la soirée, cérémonie de signature à Nouakchott, en présence de divers émissaires de la communauté internationale, d'un accord de sortie de crise, presque dix mois après le coup d'État militaire. Le chef de l'État sénégalais Abdoulaye Wade, qui a engagé le processus ardu de négociations inter-mauritaniennes, était présent pour « présider » la cérémonie, aux côtés de représentants des Nations unies, de l'Union africaine, de l'Union européenne et de divers diplomates étrangers. L'accord, signé entre le général Mohamed Ould Abdel Aziz et ses adversaires politiques, prévoit la formation d'un gouvernement d'unité nationale avant l'organisation d'une élection présidentielle dans 6 semaines[3].

- Mardi 23 juin 2009 : Un ressortissant américain, enseignant dans un centre spécialisé en informatique de Nouakchott, est tué par balles, par deux hommes jeunes, alors qu'il sortait de sa voiture à Nouakchott[4].

- Jeudi 25 juin 2009 : Le Conseil constitutionnel rejette, à l'appel de l'opposition, un décret organisant l'élection au 18 juillet et qui suggérait des délais « comprimés » pour tout le processus, notamment le délai de dépôt des candidatures. Ce délai est de 45 jours alors que la présidentielle est prévue dans trois semaines.

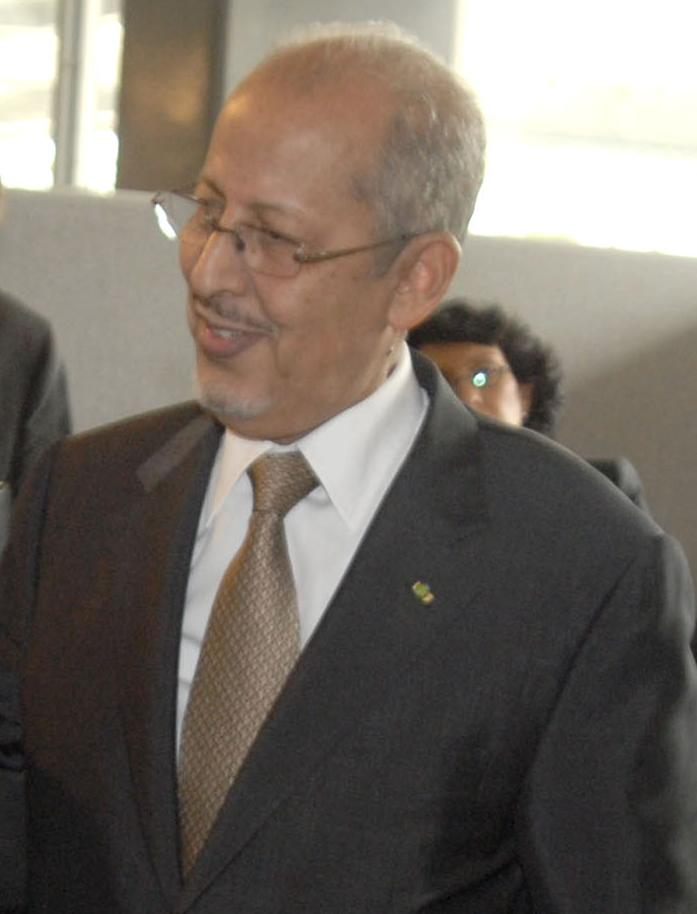
Sidi Ould Cheikh Abdallah
(septembre 2007)

- Vendredi 26 juin 2009 : Le président Sidi Ould Cheikh Abdallahi renversé par un coup d'État le 6 août signe un décret portant nomination d'un gouvernement d'union nationale, chargé de préparer la présidentielle du 18 juillet. Le nouveau gouvernement, s'est réuni immédiatement : « Les techniciens de la loi et de l'administration doivent coopérer pour aider les politiques à appliquer l'accord politique trouvé aux dates et dans les conditions prévues […] Des mesures exceptionnelles s'imposent pour organiser cette élection à la date consensuellement retenue par les accords de Dakar, s'agissant notamment des délais de dépôt de candidatures ». La Mauritanie est dans l'obligation de réduire le délai légal des dépôts de candidatures[5].

### Juillet 2009
- Vendredi 17 juillet 2009 : Quelques heures avant l'élection présidentielle de samedi en Mauritanie, un échange de tirs entre des policiers et des « hommes en armes », a eu lieu dans la soirée à Nouakchott, faisant un blessé parmi les attaquants. Selon le directeur de la Sûreté, deux des combattants islamistes arrêtés sont les auteurs de l'assassinat le 23 juin d'un ressortissant américain dans la capitale.

- Samedi 18 juillet 2009 : Élection présidentielle. 9 candidats sont en lice pour briguer les suffrages de plus de 1,2 million d'électeurs, répartis dans plus de 2 500 bureaux de vote éparpillés sur un vaste territoire. Le vote se fait avec un bulletin unique avec les noms, les photos et les symboles des neuf candidats avec une case dans laquelle les électeurs mettent une croix ou un autre signe. Parmi les candidats : le général Ould Abdel Aziz, Ahmed Ould Daddah et Messaoud Ould Boulkheir, candidat du Front national pour la défense de la démocratie (FNDD) opposé au putsch du 6 août, et le colonel Ely Ould Mohamed Vall auteur du coup d'État en 2005, avant de rendre le pouvoir aux civils deux ans plus tard au terme d'une transition exemplaire[6].

- Dimanche 19 juillet 2009 :
  - Le ministre de l'Intérieur, Mohamed Ould Rzeizim, annonce la victoire à l'élection présidentielle du général Mohamed Ould Abdel Aziz, ex-chef de la junte et meneur du coup d'État du 6 août 2008 avec 52,58 %. Le président de l'Assemblée nationale et candidat du front anti-putsch Messaoud Ould Boulkheir obtient 16,29 % des voix, suivi par le chef du principal parti de l'opposition, le Rassemblement des forces démocratique (RFD) Ahmed Ould Daddah avec 13,66 %. Le candidat islamiste modéré Jemil Ould Mansour obtient 4,76 % des voix, juste devant Ibrahima Sarr avec 4,59 %, issu de la minorité négro-mauritanienne et qui avait appuyé le putsch. Le colonel Ely Ould Mohamed Vall, l'ex-chef de la junte (2005-2007) qui avait rendu le pouvoir aux civils au terme d'une transition et qui fut un temps présenté comme un challengeur sérieux du général putschiste, son cousin, ne recueille que 3,81 % des suffrages[7].
  - Les quatre principaux candidats de l'opposition dénoncent une « mascarade électorale » et un « coup d'État électoral » après la publication des premiers résultats partiels donnant la victoire dès le 1er tour à l'ex-chef de la junte, le général Mohamed Ould Abdel Aziz.

- Lundi 20 juillet 2009 :
  - Selon le ministère français des Affaires étrangères, et des observateurs appartenant à l’Organisation internationale de la Francophonie, à l’Union africaine, à la Ligue Arabe, à l'Organisation de la conférence islamique, à l'Union du Maghreb arabe et à la Communauté des États sahélo-sahariens, le scrutin présidentiel n'a pas donné lieu à des « anomalies majeures constatées ». Cette élection est censée en effet mettre un terme à la crise née du coup d'État militaire du 6 août 2008.
  - L'opposition une « fraude massive » lors de la présidentielle et va déposer un recours devant le Conseil constitutionnel, estimant que « le vote a été manipulé aussi bien en amont qu'en aval ».

- Mardi 21 juillet 2009 : Trois opposants, contestant la victoire du général putschiste Mohamed Ould Abdel Aziz à l'élection présidentielle, déposent des recours devant le Conseil constitutionnel.

- Jeudi 23 juillet 2009 : Le président de la Commission électorale nationale indépendante, Sid Ahmed Ould Deye, principal organisateur du scrutin présidentiel du 18 juillet, annonce son « doute » sur la « fiabilité » de l'élection présidentielle et démissionne de ses fonctions[8].

### Août 2009
- Samedi 8 août 2009 : Attentat-suicide d'un kamikaze islamiste, à proximité immédiate de l'ambassade de France à Nouakchott, en se faisant exploser au passage de deux gendarmes mobiles français qui ont été légèrement blessés. Cible d'attaques de la branche maghrébine d'Al-Qaïda, le pays n'avait pas connu jusqu'à ce jour d'attentat-suicide. Selon le ministre de l'Intérieur, Mohamed Ould R'Zeizim, le kamikaze est un Mauritanien « recruté par les salafistes » et entraîné « dans des camps » situés dans le Sahara, et ce type de procédé est « tout à fait nouveau en Mauritanie ».

- Lundi 10 août 2009 : Le nouveau président Mohamed Ould Abdel Aziz, dans une interview au magazine New African, estime que la jeunesse mauritanienne peut être « parfois égarée » et « embrigadée » mais « le terrorisme ne touche pas seulement la Mauritanie. Il ne connaît ni les frontières ni les nationalités ».

### Septembre 2009
- Lundi 28 septembre 2009 : Les services de sécurité ont arrêté 7 membres d'al-Qaida au Maghreb islamique (Aqmi)  dans le désert mauritanien près des frontières malienne et algérienne.

### Octobre 2009
- Lundi 5 octobre 2009 : le ministre espagnol des Affaires étrangères, Miguel Ángel Moratinos, est en visite à Nouakchott. Il remercie la Mauritanie pour ses efforts dans le cadre de la lute contre l'immigration clandestine, qualifiant ses résultats d'« extraordinaires ».

- Vendredi 9 octobre 2009 : 105 migrants en majorité des Sénégalais ont été arrêtés par des garde-côtes mauritaniens au large de Nouadhibou (nord ouest) à bord d'une embarcation artisanale. Ils avaient comme but de rejoindre les Îles Canaries espagnoles.

- Vendredi  16 octobre 2009 : selon le  Bureau des Affaires humanitaires de l'ONU, l'invasion de criquets pèlerins, qui sévit en Mauritanie depuis cet été et qui s'est propagée au Maroc et au Sahara occidental, pourrait s'étendre au reste de la région en cas de fortes pluies, les larves et les criquets commençant à se regrouper de façon inquiétante[9].

### Novembre 2009
- Dimanche 29 novembre 2009 :  trois bénévoles espagnols de l'organisation non gouvernementale « Barcelona Accio Solidaria » sont enlevés par un groupe armé, au nord de la capitale, Nouakchott, alors que leur véhicule fermait la marche d'un convoi acheminant de l'aide humanitaire au Sénégal et en Gambie. La presse espagnole fait le lien avec l'enlèvement d'un Français, trois jours plus tôt, au Mali voisin.

### Décembre 2009
- Vendredi 18 décembre 2009 : Al-Qaïda au Maghreb islamique enlève 2 touristes italiens, Sergio Cicala, retraité de 65 ans, et sa femme Philomène Kabouree, Italienne d'origine burkinabé âgée de 39 ans.

- Dimanche 20 décembre 2009 : un premier charter d'une centaine de touristes en provenance de Paris, affrété par le voyagiste français « Point Afrique », a atterri à Atar (nord) puis le groupe de touristes de « différentes nationalités » a été acheminé a été accueilli par les autorités administratives locales, dans la région de l'Adrar. Selon le président de Point Afrique, Maurice Freund, « les voyageurs ne sont pas menacés dans la région d'Adrar » et ne veut pas « pas reculer face à la gangrène du fondamentalisme ». Selon le ministère du Tourisme, l'écho médiatique donné aux attaques de la mouvance Al-Qaïda, depuis 2007 en Mauritanie a durablement affecté le secteur touristique dans ce pays. Le nombre de visiteurs a baissé de 60 % durant la saison 2007-08, par rapport à la saison 2006-07[10].

- Mardi 22 décembre 2009 : la police mauritanienne a arrêté un suspect dans l'enlèvement la semaine dernière d'un couple de ressortissants italiens — Sergio Cicala et son épouse Philopene Kabore, une Italienne originaire du Burkina Faso — dans le sud du pays. Leur véhicule avait été retrouvé abandonné et criblé de balles.

- Lundi 28 décembre 2009 : AQMI, qui a revendiqué lundi  l'enlèvement de deux Italiens le 18 décembre en Mauritanie, a publié trois photos, deux photos des pièces d'identité des otages et l'une montrant le couple d'Italiens enlevé le 18 décembre. Ils sont représentés, agenouillés et entourés de  cinq hommes armés[11].

- Jeudi 31 décembre 2009 : Al-Qaïda au Maghreb islamique réclame 7 millions de dollars (4,8 millions d'euros) et la libération de plusieurs de ses membres détenus en Mauritanie contre la libération des trois volontaires humanitaires espagnols — Roque Pascual, 50 ans, Albert Vilalta, 35 ans, et Alicia Gamez, 35 ans — séquestrés depuis le 29 novembre et retenus en otages au Mali. Le gouvernement espagnol est informé des exigences des ravisseurs et le président du Mali, Amadou Toumani Touré, joue « un rôle fondamental dans les négociations »[12].